# موندوفي
موندوفي (بالإيطالية: Mondovì)‏ مدينة في مقاطعة كونيو في شمال غرب إيطاليا وهي قريبة من عاصمة مقاطعة كونيو (مدينة كونيو) يمكنك رؤية جبال الألب من هذه مدينة صغيرة حيت توجد فرنسا غربها
و تعرف في فصل الشتاء وأواخر فصل الخريف ثلوجا وتساقطات مطرية .

## السكان
في سنة 1861 بلغ عدد السكان 16٬683 نسمة، وتطور العدد ليصل في سنة 2011 لـ 22٬253 نسمة.
يظهر هذا المخطط البياني تطور النمو السكاني لـ موندوفي

## أعلام
- رافاييل كوستا
- جيوفاني جوليتي
- جيوفاني باتيستا بيكاريا
- إنريكو مارتيني
- أنطونيو ماريا كوستا